# Sonderweg
Sonderweg (v doslovném překladu z němčiny zvláštní či speciální cesta) je pojem, který bývá v části německé historiografie užíván pro označení specifického německého historického vývoje v 19. a na počátku 20. století. Užívání i význam tohoto termínu prošly v průběhu 20. století radikální proměnou a mezi historiky nepanuje shoda, zda je jeho užití oprávněné.
Pojem Sonderweg bývá často užíván i v souvislosti se zcela jinou problematikou, když jde o vyjádření určité specifičnosti.

## Vývoj pojmu

### Pozitivní německá Sonderweg
Pojem Sonderweg začali němečtí historici v souvislosti s dějinami Německa užívat v průběhu 19. století, kdy se nově sjednocené a sebevědomě vystupující Německé císařství chtělo odlišit od dekadentních a neefektivních demokratických vlád ve Francii a Spojeném království a rovněž od zaostalého Ruska. Snaha o vymezení se proti západu i východu byla pro toto období v německém prostředí typická. Němečtí konzervativci hovořili o zlaté střední cestě a svou jedinečnost viděli v tom, že císařství převzalo jako stát iniciativu při zavádění sociálních reforem. Většina historiků v Německu byla přesvědčena o existenci pozitivního německého vývoje. Přednosti byly hledány v neparlamentním charakteru německé konstituční monarchie, v tradičně efektivní byrokracii a přísné společenské hierarchii.
První zpochybňování pozitivní specifičnosti německé cesty přinesla katastrofická první světová válka a následné rozčarování německé společnosti po vzniku Výmarské republiky. Tehdejšími kritiky byli kupříkladu sociolog a teolog Ernst Troeltsch či historik Otto Hintze. Větší vlnu pochybovačů o německé pozitivní Sonderweg se objevila za druhé světové války, kdy proti tomuto konceptu pochopitelně vystoupili především zahraniční historici a němečtí antifašističtí spisovatelé, kteří před nacistickým režimem uprchli do emigrace. Přesto však za války v oficiální německé historiografii pozitivní užití pojmu Sonderweg zesílilo a dominovalo. Krach konceptu Sonderweg jako jedinečné německé pozitivní cesty přišel teprve se zkázou Třetí říše a s „objevením“ zločinů nacistického režimu.

### Termín Sonderweg po druhé světové válce

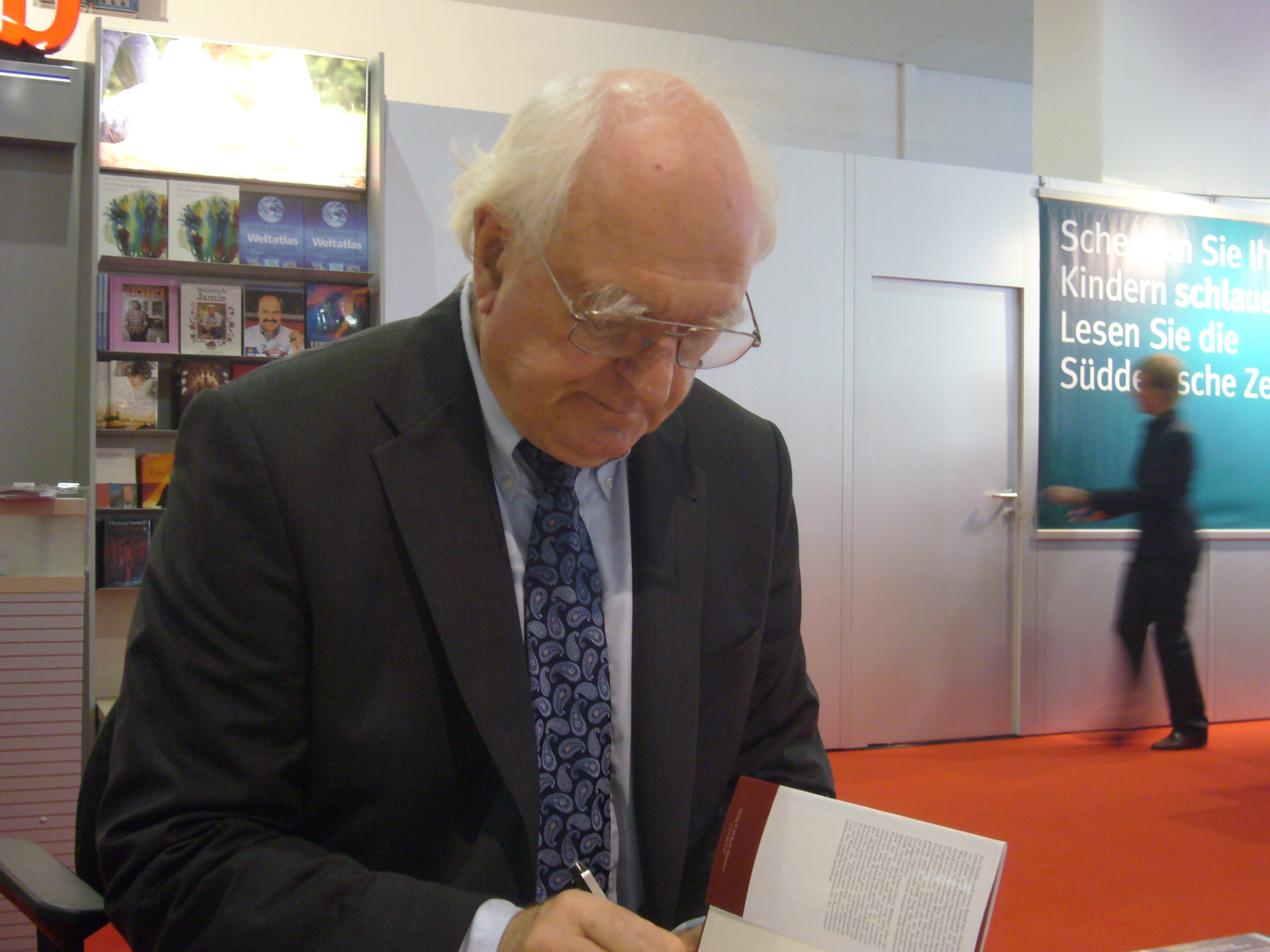
Hans-Ulrich Wehler - zastánce pojmu Sonderweg

Již bezprostředně po skončení války a silněji pak v 60. letech, kdy v Německu nastoupila nová generace historiků, známá kvůli hlavnímu působišti na universitě v Bielefeldu jako tzv. Bielefeldská škola, došlo k radikálnímu proměně významu tohoto termínu. Pojem německá zvláštní cesta začal být spojován hlavně s politickými dějinami a dostal u autorů jako Fritz Fischer či Hans Ulrich Wehler veskrze negativní zabarvení. Negativně začala být Sonderweg pochopitelně vnímána především proto, že ji historikové nově označovali za důvod, kvůli kterému Němci nepřijali demokracii Výmarské republiky a dobrovolně svěřili svůj osud do rukou nacistů.
Zastánci teorie o negativní Sonderweg věřili, že německý vývoj předurčilo pozdní sjednocení Německa, opožděný vznik moderního národa, neúspěch německých revolucí v 19. století a z toho pramenící slabá pozice liberalismu v zemi, velká závislost občanů na státu a bezmezná poslušnost obyvatel vůči státní autoritě. Tyto německé zvláštnosti měly mít své základy ještě v období Pruska, kdy zemi vládla úřednická kasta napojená na autoritativní státní zřízení. Němečtí historici operující s pojmem Sonderweg hovořili o odklonění se Německa od „normálního vývoje“ charakteristického pro západní Evropu. Výše zmíněné důvody podpořené negativním nacionalismem a hospodářskou krizí měly vést k masové podpoře nacistické strany.
Ještě radikálnější závěry v poválečném období zastávali někteří zahraniční autoři, kteří špatnost a vychýlenost německé zvláštní cesty spatřovali již v militarismu Bismarckovy doby, revoluci roku 1848, expanzivní politice Fridricha Velikého nebo až u protestantství a Martina Luthera.

### Kritika užívání termínu
V Německu čelilo pojetí vlastních dějin jako Sonderweg od 70. let rostoucí kritice. Debata o problematice německé zvláštní cesty se tehdy propletla s historiografickým sporem známým jako Historikerstreit, kdy se část německých historiků v Západním Německu pokoušela srovnat holokaust a koncentrační tábory Hitlerovy Třetí říše s gulagy a pogromy Stalinova Sovětského svazu. Zastánci tohoto srovnání odmítali termín Sonderweg jako příliš konzervativní a partikulární přístup k německé historii. Za odpůrce pojmu Sonderweg můžeme pokládat historiky Andrease Hillgrubera, Klause Hildebranda, Rainera Zitelmanna, Hagena Schulze, Michaela Stürmera či Ernsta Nolteho. V polovině 80. let prosluli kritikou pojmu Sonderweg britští marxističtí historikové Geoff Eley a David Blackbourn.

### Současnost
Dnes je v německé historiografii termín Sonderweg stále častěji považován za překonaný či je spor o jeho užívání označován jako neaktuální.